# Ny Højen
Ny Højen is een plaats in de Deense regio Zuid-Denemarken, gemeente Vejle. De plaats telt 675 inwoners (2008).